# Сопота (Літія)
Сопота (словен. Sopota) — поселення в общині Літія, Осреднєсловенський регіон, Словенія. Висота над рівнем моря: 543,9 м.